# Under Nick Sike
Der Under Nick Sike ist ein Wasserlauf in Dumfries and Galloway, Schottland. Er entsteht an der Südwestseite des Arkleton Hill und fließt in südwestlicher Richtung bis zu seinem Zusammentreffen mit dem Upper Nick Sike der Arkleton Burn entsteht.